# 提香
提齊安諾·維伽略（義大利語：Tiziano Vecelli或Tiziano Vecellio，1488年（一說為1490年）－1576年8月27日），常简称提香（拉丁語：Titianus），他是意大利文艺复兴后期威尼斯画派的代表画家。提香出生于意大利东北部阿尔卑斯山地区的卡多列，10岁时随兄长到威尼斯，在乔瓦尼·贝利尼的画室学画，与画家乔尔乔内是同学。
在提香所處的時代，他被稱為“群星中的太陽”，是意大利最有才能的畫家之一，兼工肖像畫、風景畫及神話、宗教主題的歷史畫。他對色彩的運用不僅影響了文藝復興時代的意大利畫家，更对西方藝術產生了深遠的影響。

## 生平
提香的早期作品受拉斐爾和米开朗基罗影响很深，以后他的作品比起文艺复兴鼎盛时期画家的作品，更重视色彩的运用，对后来的画家如鲁本斯和普桑都有很大的影响。他的作品构思大胆，气势雄伟，构图严谨，色彩丰富、鲜艳。
提香青年时代在人文主义思想的主导下，继承和发展了威尼斯派的绘画艺术，把油画的色彩、造型和笔触的运用推进到新的阶段，画中所含的情感饱满而深刻，作为乔尔乔涅的助手帮助画了《沉睡的维纳斯》后面的风景。在宗教画《纳税银》和《圣母蒙召升天》中反映了新兴资产阶级的道德观念。《爱神节》、《酒神与阿丽亚德尼公主》等神话题材的作品，洋溢着欢欣的情调和旺盛的生命力。但在1533年查理五世封他为授以贵族称号后，则画了《西班牙拯救了宗教》和《菲力二世把初生的太子唐·斐迪南献给胜利之神》等趋逢权贵的作品。
提香曾应教皇保罗三世和神圣罗马帝国皇帝查理五世的邀请到罗马和皇帝的宫廷中画了许多肖像画。但他漫长的一生主要都在威尼斯度过的，留下了大量的作品。他主要的作品是一些宗教和古罗马神话的题材，充满戏剧性的气氛和动感的人体线条。
提香的肖像画能揭示人物内心世界。中年画风细致，稳健有力，色彩明亮；晚年则笔势豪放，色调单纯而富于变化。在油画技法和绘画风格上对后期欧洲油画的发展，有较大影响。

## 遺產

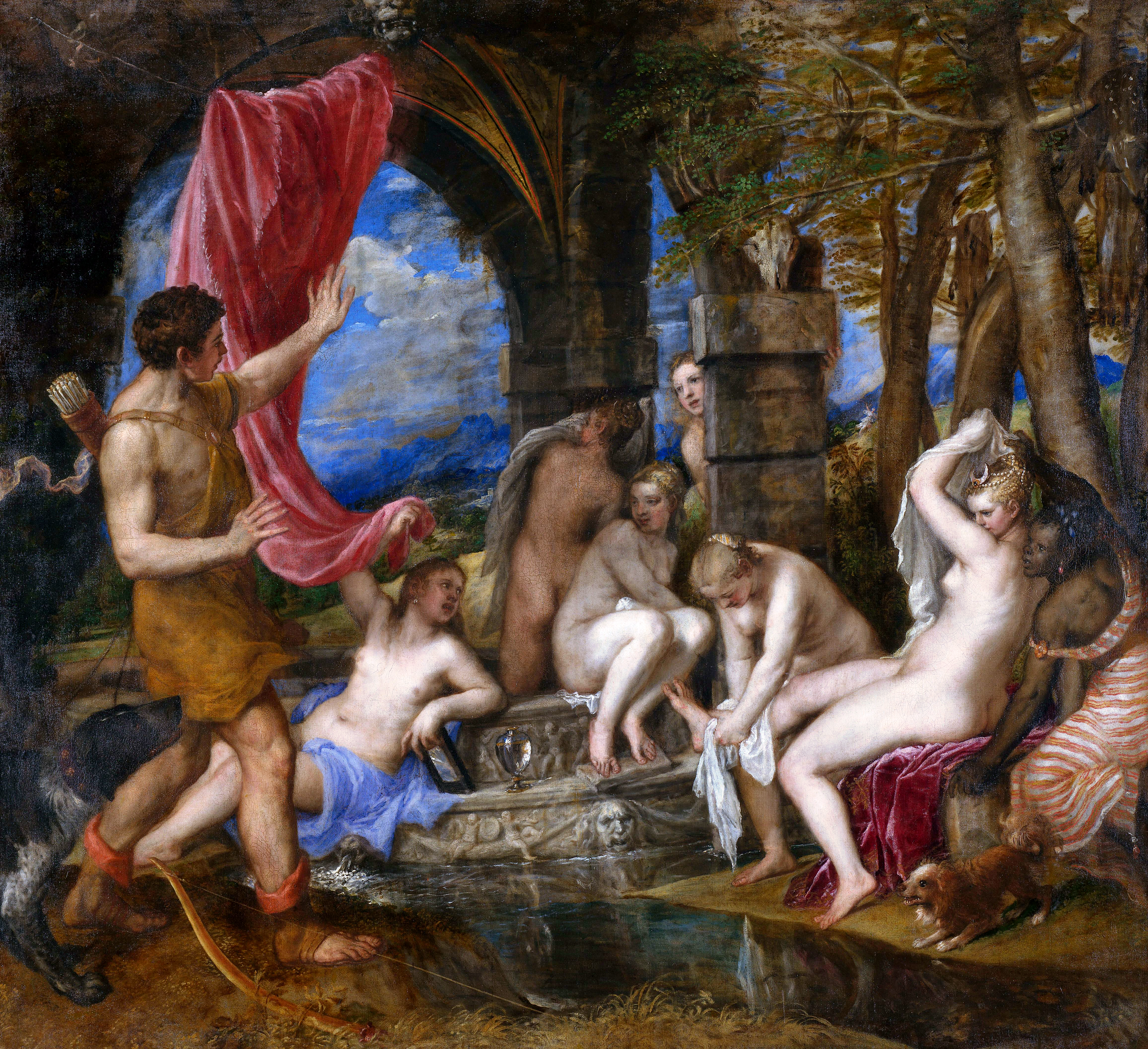
《戴安娜與阿克泰翁》，1556–1559。這幅歷史畫不僅描繪神話傳説，也涉及了風景畫和靜物畫要素

提香一生的作品大約有400幅，現存300餘。其中的《戴安娜與阿克泰翁》在2008年由蘇格蘭國立美術館和國家美術館以5000万英鎊的價格買下，成為世界上最昂貴的畫作之一。他筆下作品常先以紅色打底，然後再塗上其他顏色，使得其油畫隱約泛出一種金紅色，此色被稱為「提香紅」。

## 畫廊

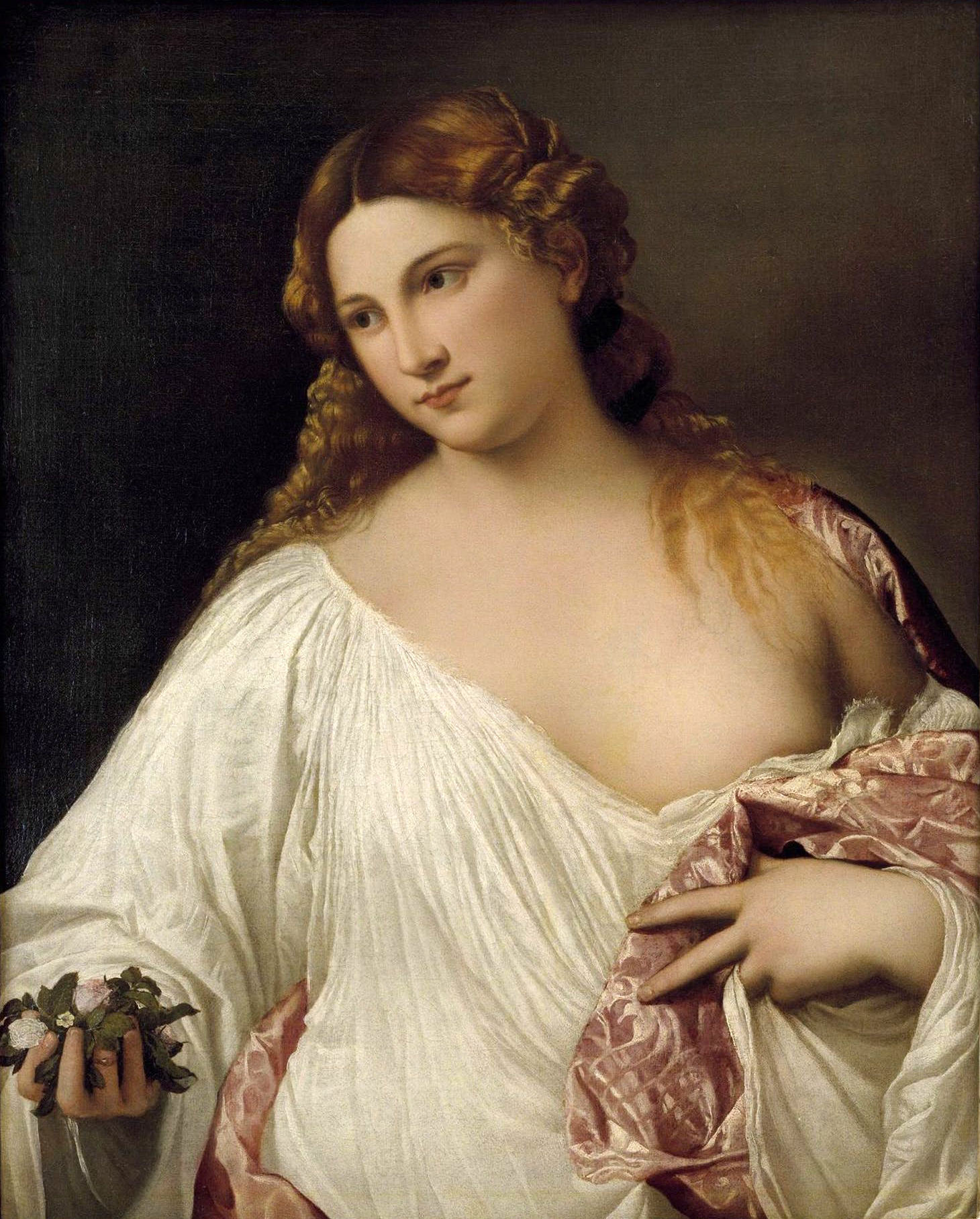
花神 (Flora)

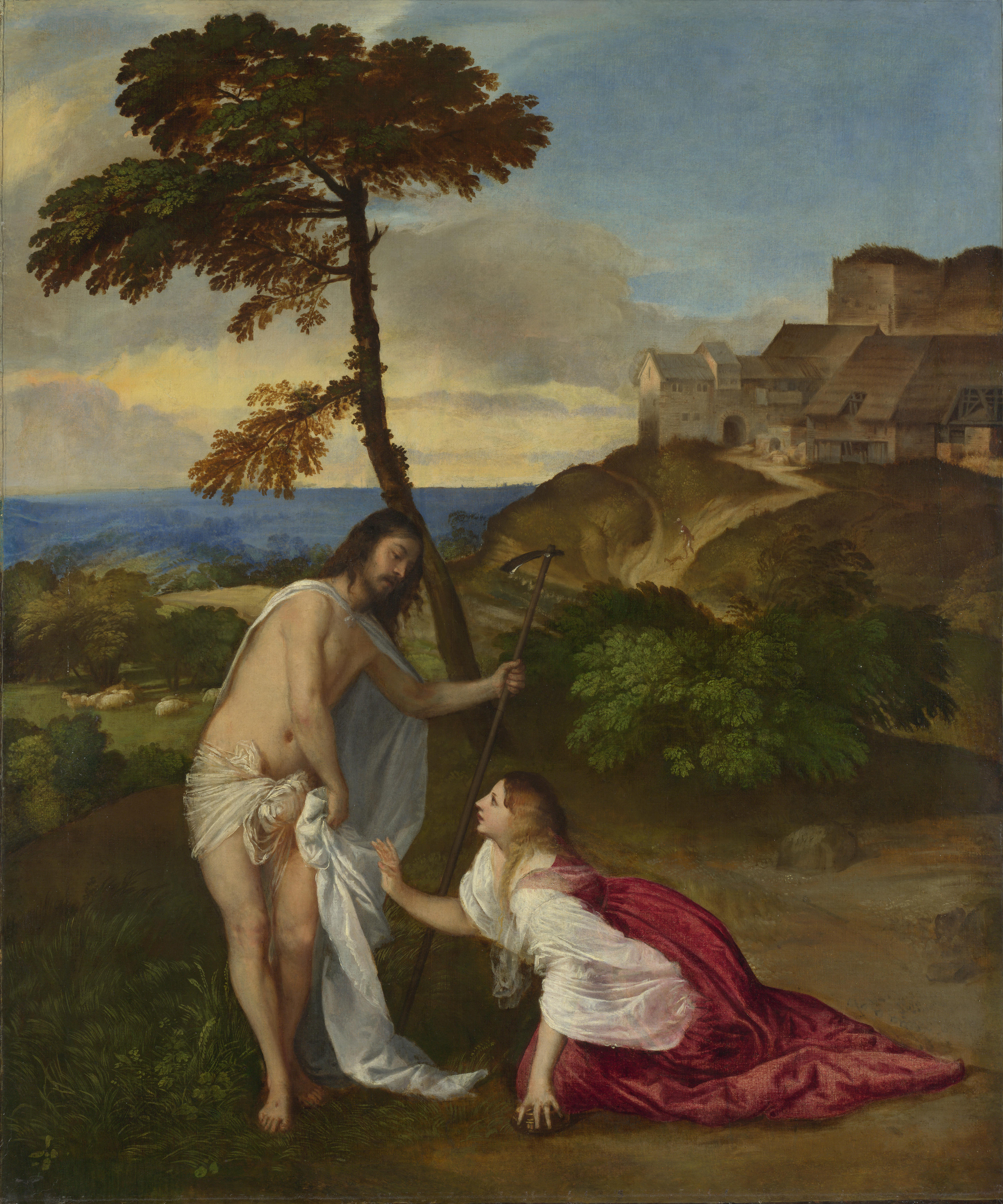
不要摸我 (Noli me tangere)

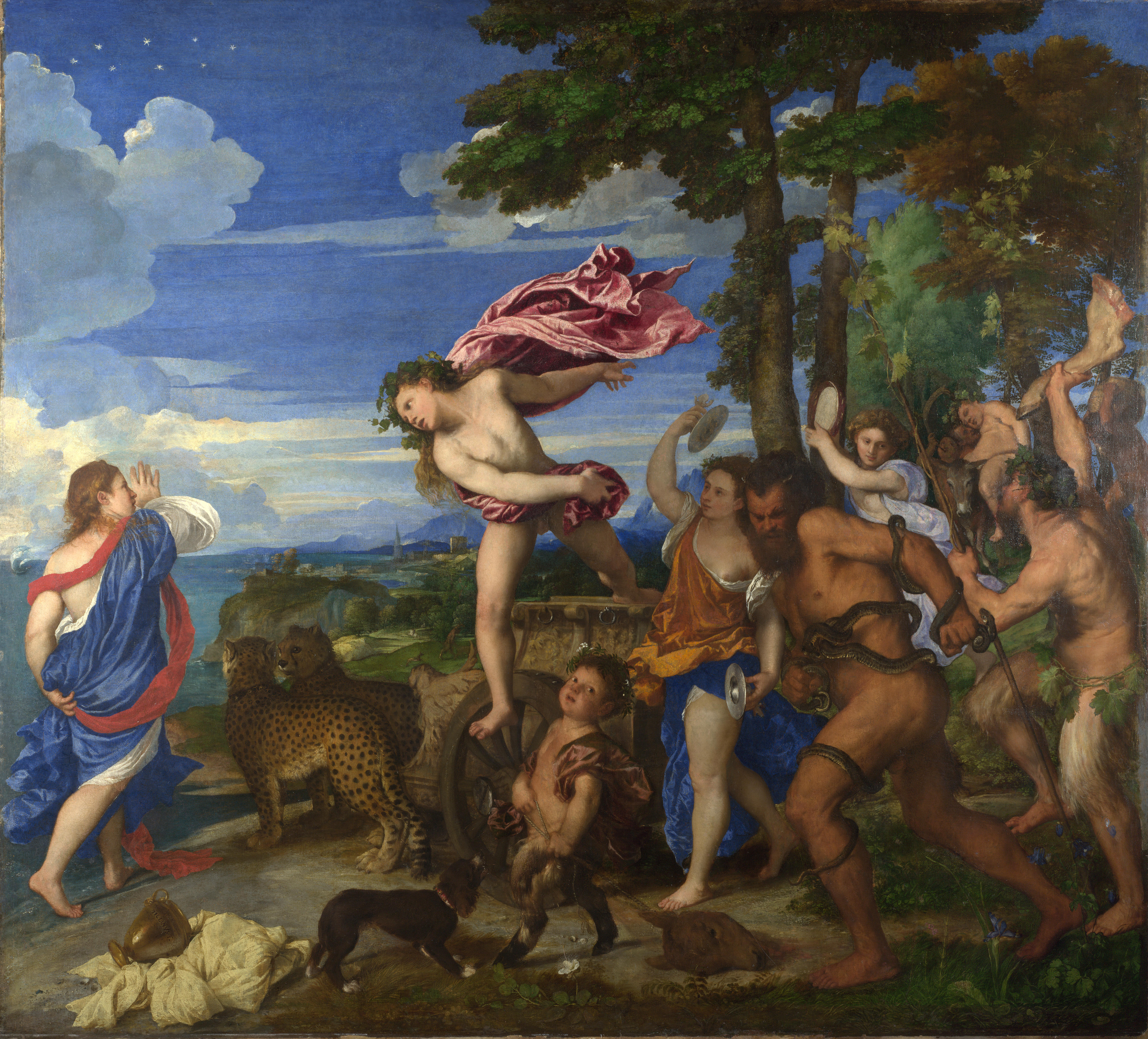
巴克科斯與阿里阿德涅 (Bacchus and Ariadne)

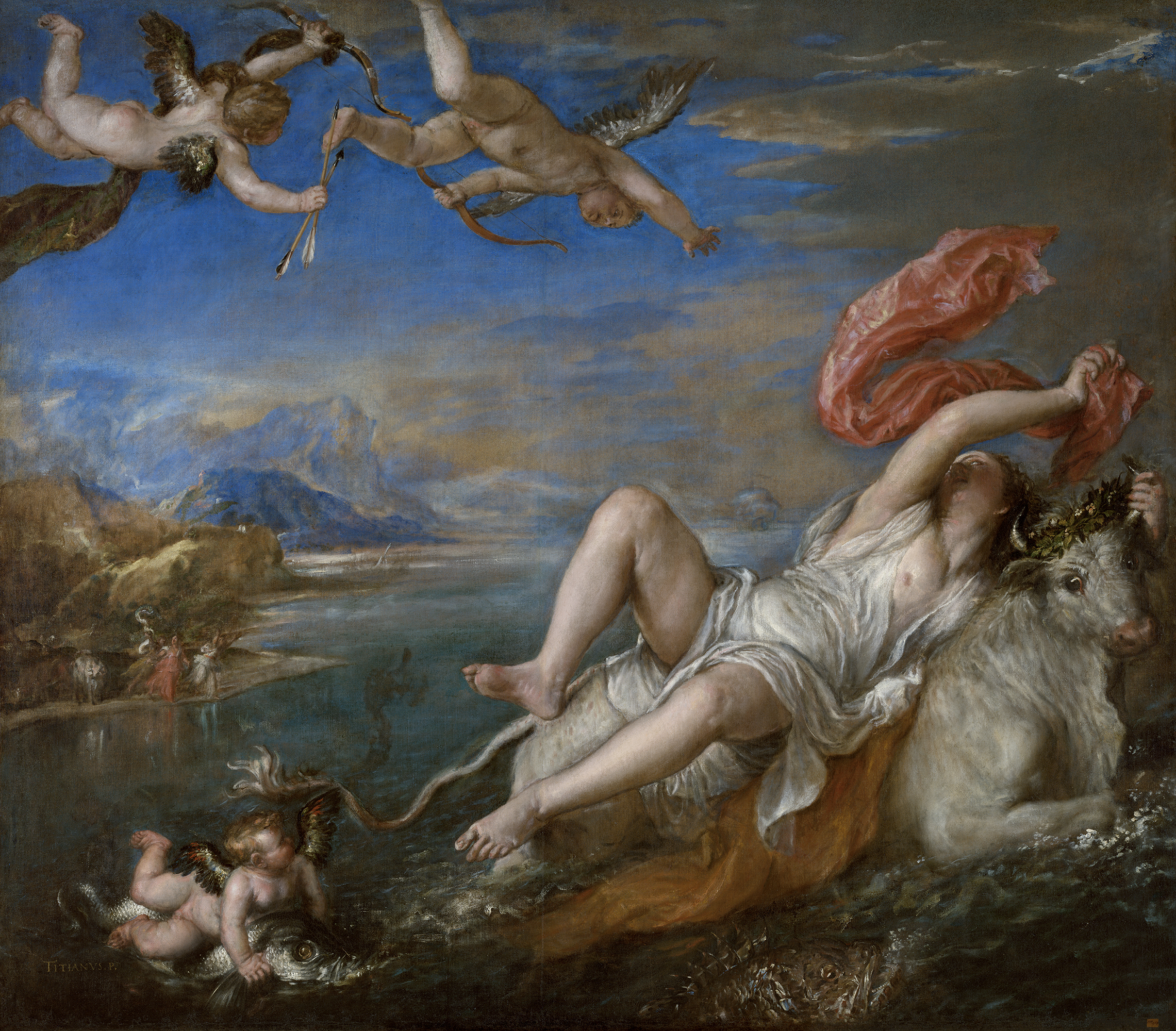
被劫持的歐羅巴 (The Rape of Europa)

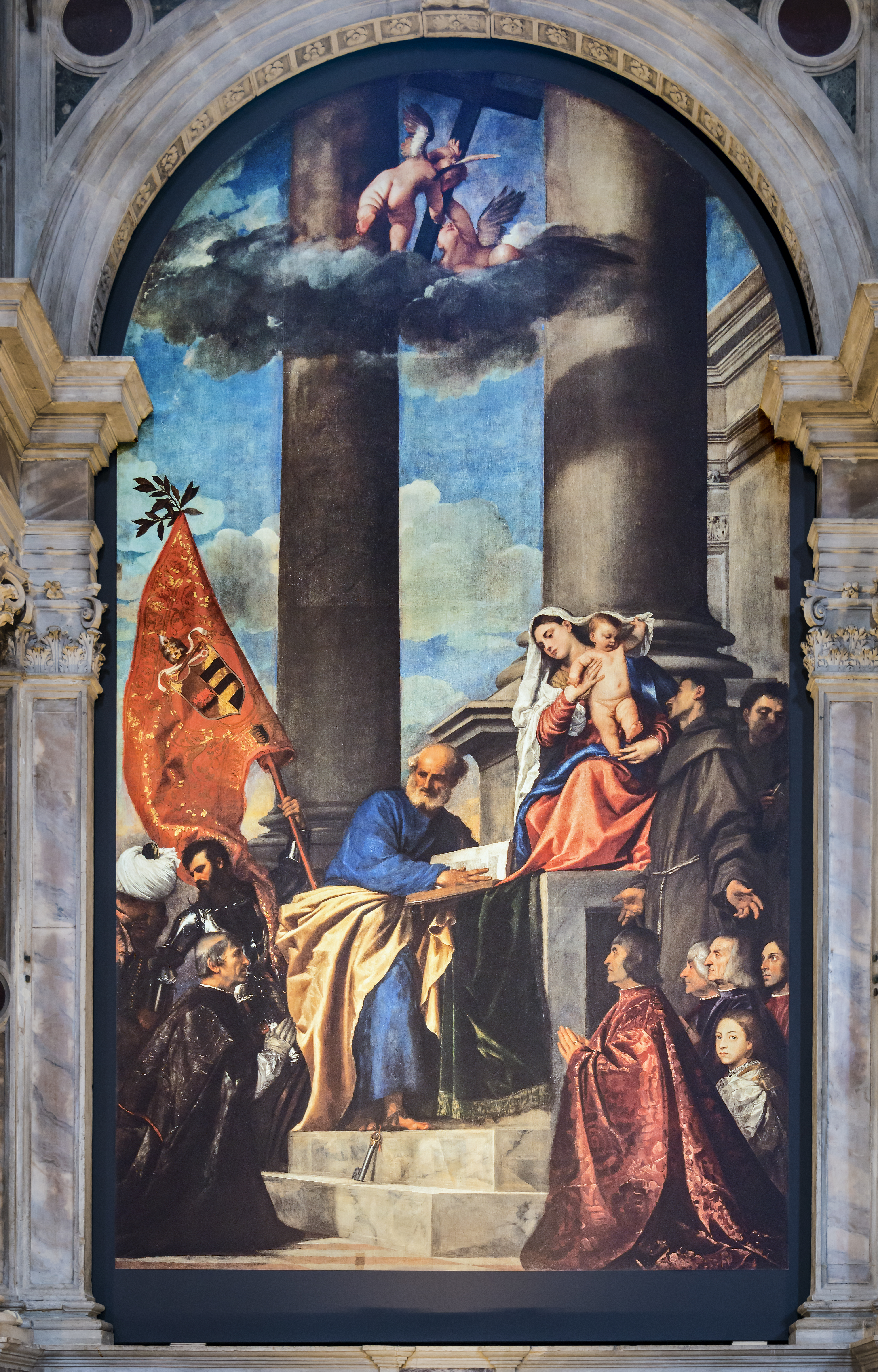
佩薩羅聖母 (Pesaro Madonna)

### 文獻
- Cole, Bruce. . Colorado: Westview Press, Boulder. 1999. ISBN 0-8133-9043-5.
- Gould, Cecil. . London: National Gallery Catalogues. 1975. ISBN 0-947645-22-5.
- Hale, Sheila. . New York: HarperCollins. 2012. ISBN 978-0-00717582-6.
- Jaffé, David. . London: The National Gallery Company/Yale. 2003. ISBN 1-85709-903-6.
- Landau, David; in Jane Martineau and Charles Hope (eds.). . London: Royal Academy of Arts. 1983. ISBN 0297783238.
- Penny, Nicholas. . National Gallery Publications Ltd. 2008. ISBN 1-85709-913-3.
- Ridolfi, Carlo. . 由Conaway Bondanella和Peter E. Bondanella翻譯. Penn State Press. 1996. ISBN 978-0-271-01627-6. （Google Books （页面存档备份，存于））
- 本条目包含来自公有领域出版物的文本: Rossetti, William Michael. . Chisholm, Hugh  (编).  26 (第11版). London: Cambridge University Press: 1023–1026. 1911.

## 外部連結
- A closer Look at the Madonna of the Rabbit （页面存档备份，存于） multimedia feature, Musée du Louvre official site (English version)
- The Titian Foundation （页面存档备份，存于） Images of 168 paintings by the artist.
- Titian's paintings Portuguese Web Archive的存檔，存档日期2009-06-28

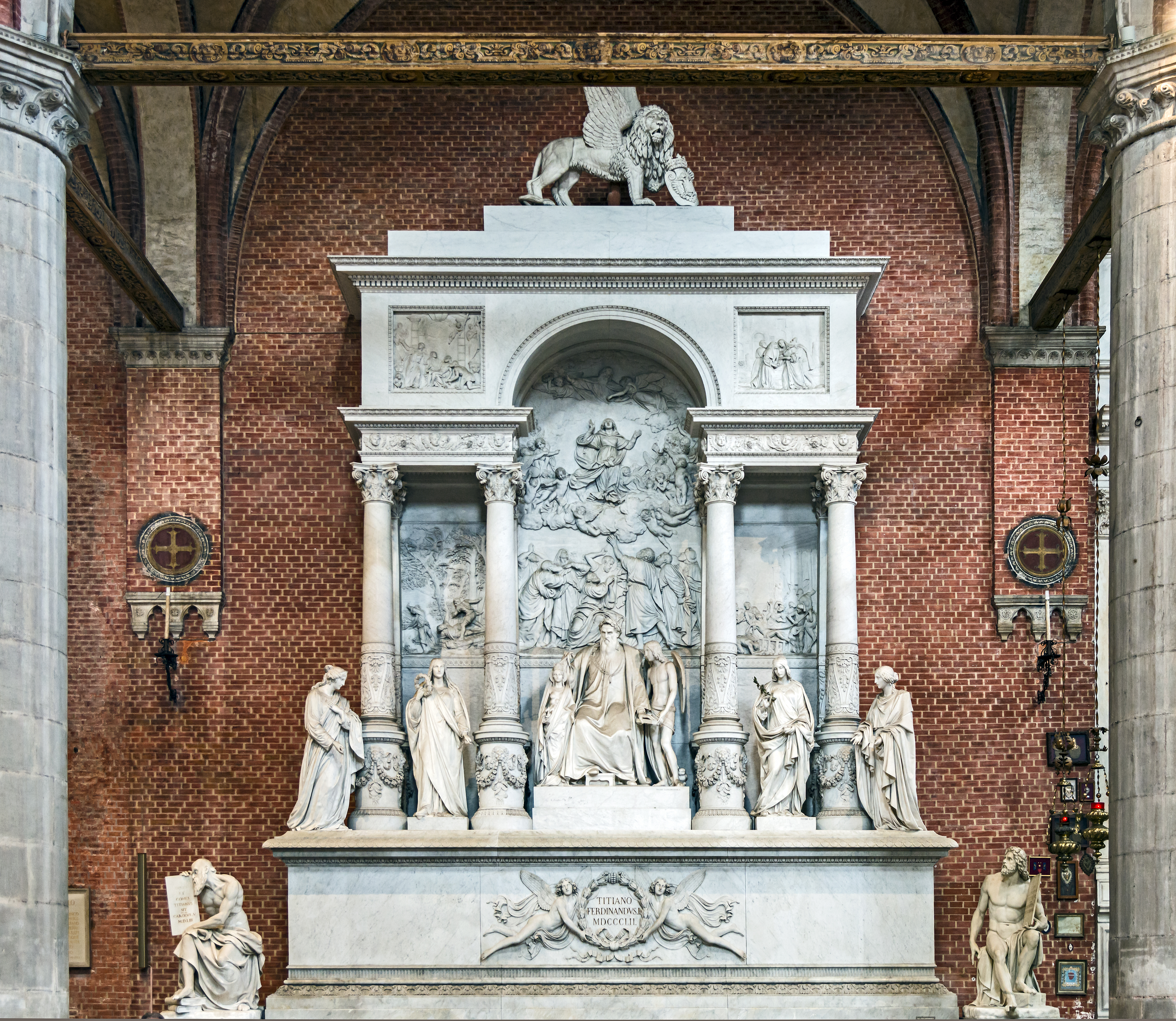
威尼斯的提香墓。

- Tiziano Vecellio at Web Gallery of Art （页面存档备份，存于）
- Christies' sale blurb for the recently restored 'Mother and Child' （页面存档备份，存于）
- Bell, Malcolm The early work of Titian, at Internet Archive
- Titian at Panopticon Virtual Art Gallery
- How to Paint Like Titian James Fenton（英语：James Fenton） essay on Titian from The New York Review of Books
- Tiziano Vecellio - one of the greatest artists of all time （页面存档备份，存于）
- Interactive high resolution scientific imagery of Titian's Portrait of a Woman with a Mirror （页面存档备份，存于） from the C2RMF（英语：C2RMF）